# (15688) 1981 UW23
A (15688) 1981 UW23 a Naprendszer kisbolygóövében található aszteroida. Schelte J. Bus fedezte fel 1981. október 24-én.